# Crotonogyne giorgii
Crotonogyne giorgii là một loài thực vật có hoa trong họ Đại kích. Loài này được De Wild. mô tả khoa học đầu tiên năm 1914.